# Кольчегиз
Кольчеги́з — посёлок в Прокопьевском районе Кемеровской области. Входит в состав Терентьевского сельского поселения.

## География
Центральная часть населённого пункта расположена на высоте 245 метров над уровнем моря.

## Население
По данным Всероссийской переписи населения 2010 года, в посёлке Кольчегиз проживает 446 человек (215 мужчин, 231 женщина).

## Экономика
- СХПК «Степь»